# Ніколас ДіОріо
Ніколас ДіОріо (англ. Nicholas DiOrio, 4 лютого 1921, Морган — 11 вересня 2003, Грін Трі) — американський футболіст, що грав на позиції нападника, зокрема, за клуби «Морган Страссер» та «Гармарвілль Гаррікейнс».

## Ігрова кар'єра
У футболі дебютував виступами за команду «Морган Страссер».
Своєю грою за цю команду привернув увагу представників тренерського штабу клубу «Піттсбург Страссер», до складу якого приєднався 1946 року.
1947 року уклав контракт з клубом «Чикаго Вікінгс».
З 1947 року знову, цього разу два сезони захищав кольори команди «Морган Страссер».
З 1949 року три сезони захищав кольори клубу «Гармарвілль Гаррікейнс».
1952 року перейшов до клубу «Піттсбург Бідлінг», за який відіграв 7 сезонів. Завершив професійну кар'єру футболіста виступами за «Бідлінг» у 1959 році.

## Виступи за збірну
Був присутній у заявці збірної на чемпіонаті світу 1950 року у Бразилії, але на поле не виходив.
Помер 11 вересня 2003 року на 83-му році життя у місті Грін Трі.